# Tomasz Najewski
Tomasz Najewski (ur. 2 października 1979 w Poznaniu) – polski piłkarz, pomocnik.

## Rodzina
Brat Piotra Najewskiego, również piłkarza.

## Kariera piłkarska
Swoją zawodową karierę rozpoczął w klubie z rodzinnego miasta, Lechu Poznań. Jednak od 1996 do 1998 nie wystąpił w barwach Kolejorza w żadnym spotkaniu I ligowym. Na wiosnę przeszedł do innej drużyny z Wielkopolski - Dyskobolii Grodzisk Wielkopolski, aby w tej samej rundzie wiosennej z powrotem trafić na Bułgarską i rozegrać 6 meczów. W sezonie 1999/00 zagrał już w 21 spotkań i po słabej grze całego zespołu następny rok spędził w II lidze. Na jesieni 2001 grał w Obrze Kościan, a w sezonie 2002/03 w III ligowych rezerwach Lecha. W następnym roku rozpoczął swoją karierę w lidze greckiej reprezentując barwy AO Kavala, gdzie od 2003 do 2005 rozegrał 63 mecze. Następny rok spędził w dwóch greckich drużynach: PAE Kalamata i Dóxa Gratinís. Potem powrócił do Polski rozpoczynając grę w III ligowej Warcie Poznań, z którą uzyskał awans do II ligi. Do tej pory rozegrał 27 pierwszoligowych spotkań.